# Белмор (Огайо)
Белмор (англ. Belmore) — селище (англ. village) в США, в окрузі Патнем штату Огайо. Населення — 65 осіб (2020).

## Географія
Белмор розташований за координатами 41°9′17″ пн. ш. 83°56′28″ зх. д. / 41.15472° пн. ш. 83.94111° зх. д. (41.154848, -83.941197).  За даними Бюро перепису населення США в 2010 році селище мало площу 1,12 км², уся площа — суходіл.

## Демографія
Згідно з переписом 2010 року, у селищі мешкали 143 особи в 40 домогосподарствах у складі 33 родин. Густота населення становила 127 осіб/км².  Було 55 помешкань (49/км²).
Расовий склад населення:
| - 71,3 % — білих - 0,7 % — корінних американців - 25,2 % — осіб інших рас |

До двох чи більше рас належало 2,8 %. Частка іспаномовних становила 29,4 % від усіх жителів.
За віковим діапазоном населення розподілялося таким чином: 39,2 % — особи молодші 18 років, 49,6 % — особи у віці 18—64 років, 11,2 % — особи у віці 65 років та старші. Медіана віку мешканця становила 27,5 року. На 100 осіб жіночої статі у селищі припадало 101,4 чоловіків;  на 100 жінок у віці від 18 років та старших — 107,1 чоловіків також старших 18 років.
Середній дохід на одне домашнє господарство  становив 32 683 долари США (медіана — 37 083), а середній дохід на одну сім'ю — 34 526 доларів (медіана — 36 667). За межею бідності перебувало 21,8 % осіб, у тому числі 36,8 % дітей у віці до 18 років та 0,0 % осіб у віці 65 років та старших.
Цивільне працевлаштоване населення становило 38 осіб. Основні галузі зайнятості: виробництво — 39,5 %, освіта, охорона здоров'я та соціальна допомога — 15,8 %, оптова торгівля — 10,5 %, сільське господарство, лісництво, риболовля — 10,5 %.